# Adjioun
 (décembre 2011).
Si vous disposez d'ouvrages ou d'articles de référence ou si vous connaissez des sites web de qualité traitant du thème abordé ici, merci de compléter l'article en donnant les références utiles à sa vérifiabilité et en les liant à la section « Notes et références ».
Adjioun (transcrit en tifinagh : ⴰⴷⵉⵡⴰⵏ) est un village kabyle de la commune de Draâ El-Kaïd dans la wilaya de Bejaia en Algérie.

## Géographie

### Situation
Le village d'Adjioun est situé à l'est de la wilaya de Bejaia, à environ 35 km à vol d'oiseau au sud-est de Bejaia.

### Hameaux, lieux-dits et écarts
Adjioun se compose de plusieurs hameaux. On y trouve à l'entrée[Où ?] la ferme El Maida, une exploitation agricole construites à l'époque coloniale, puis le centre du village Adjioun ou El Kantra comme on l'appelle localement à côté d'une agglomération de maisons construites dans les années 1970 c'est La Cité, la localité la plus peuplée. Autour du centre (El Kantra) se trouvent des petits groupes de maisons comme Thala Meriem (Zerarga), El Mizab, Igoudam, Aït Abbés, iayadene (les ayad) et plus loin Tikerbes ou Merdj Mahdjoub.

## Toponymie
Le nom du village est composé des mots : « adj » (« laisser » en français) et « ioune » (« un » en français), ce qui signifie laisser un.

## Histoire
Le site de la ferme El Maida a accueilli durant la guerre d'Algérie, un camp militaire français occupé notamment par le 20e régiment de dragons (militaires et appelés),.

## Démographie
On dénombre officieusement quelque 3 000 habitants[réf. nécessaire] dans le village.

## Infrastructures
Adjioun comporte plusieurs infrastructures plus importantes
- Un centre de soins avec prise en charge des urgences
- Deux mosquées
- Une zaouia
- un lycée
- Une antenne administrative de la commune à Thala Meriem
- Deux écoles primaires (Maatem Mouhamed) et intermédiaire CEM (Frères Boumaaza) et une ancienne école fermée qui date de l'époque coloniale construite en 1952
- Une maison des jeunes baptisée par la population au nom de Zerarga Nacir, du nom d'une figure emblématique du mouvement citoyen né à la suite des évènements du Printemps noir qui ont secoué toute la Kabylie en 2001
- Un stade aussi est disponible mais sans gradins et son terrain est médiocre ou plus encore dangereux.

Le village est équipé d'un réseau de distribution de l'eau potable et du gaz de ville et un réseau d'évacuation des eaux usées et pluviales avec un taux d'électrification de 100 %.